# Jacob Peyt
Jacob Peyt (mort assassiné en 1327) est un meneur lors d'une révolte populaire en Flandre. Il est peut-être originaire de Hondschoote, même si d'autres sources parlent de Bergues.

## Biographie
Dans l'atmosphère qui précéda la bataille de Cassel de 1328, il essaya, souvent avec la manière forte, de persuader le clergé de ne pas appliquer l'interdit qu'avait proclamé le pape Jean XXII.
Jean Laing, doyen de Bergues convoqua les prêtres qui relevaient de lui pour éviter une défection massive et leur indiquer ce qu'ils devaient faire. Peyt rassembla ses partisans pour essayer de capturer Laing, mais celui-ci réussit à s'échapper. Peyt fit alors pression sur le clergé pour qu'il n'observât pas l'interdit.
Il interdit lui-même de payer au clergé dîmes et rentes. Quiconque osait collaborer avec le clergé devait payer une amende, menace qu'il ne fallait pas prendre à la légère.
Il fut assassiné aux environs de Hondschoote entre le 25 juillet et le 29 août 1327. Il reçut des funérailles religieuses à Coudekerque. Bruges instruisit une enquête pour trouver les coupables du meurtre, preuve qu'on voyait en lui quelqu'un d'honorable.
Après la défaite des Kerels à Cassel, l'évêque de Thérouanne fit déterrer son cadavre et le fit brûler. La même chose devait arriver par la suite à celui de John Wyclif, que l'Église d'Angleterre rendait responsable de la révolte des paysans de 1381.

## Source
- (nl) Cet article est partiellement ou en totalité issu de l’article de Wikipédia en néerlandais intitulé « Jacob Peyt » (voir la liste des auteurs).